# Östafrikansk sylsnäcka
Östafrikansk sylsnäcka (Allopeas clavulinum) är en snäckart som först beskrevs av Valéry Louis Victor Potiez och Gaspard Louis André Michaud 1838. Den östafrikanska sylsnäckan ingår i släktet Allopeas och familjen sylsnäckor. Arten är reproducerande i Sverige. Inga underarter finns listade i Catalogue of Life.

## Beskrivning
Den östafrikanska sylsnäckan är en mycket liten landlungsnäcka, med en längd på 7 till 11 mm. Kroppen är klargul, och det spetsiga skalet är nästan genomskinligt.

## Utbredning
Artens ursprungsområde är tropiska Östafrika, men den har spritts, främst genom mänsklig inverkan, till stora delar av världen, bland annat Egypten, Madagaskar, Maskarenerna, Indien, Australien, Cooköarna, Tuamotuöarna, Sällskapsöarna, Japan, Kina, Kuba och USA.. I Europa har den upptäckts i bland annat Tjeckien, Storbritannien, Sverige och Finland. Utanför tropiska/subtropiska områden förekommer den endast inomhus i miljöer som tropiska växthus. I Finland har ett enstaka fynd har gjorts i Helsingfors, medan den i Sverige har påträffats i tropiska växthus i Göteborg och Uppsala.

## Ekologi
Frilevande individer förekommer i lövförna, under stenar, nerfallna trädstammar, och multnande växtmaterial i parker, trädgårdar, växtodlingar och ruderat. Växthuslevande snäckor förekommer i fuktig jord, bland multnande växter och under löv.
Arten kan göra skada på växter genom att äta bark och rötter.
I sydligare länder förekommer det att snäckan fungerar som mellanvärd åt den parasitiska rundmasken Angiostrongylus cantonensis, som även kan angripa människan och där orsaka parasitär hjärnhinneinflammation. Förutsättningen är att snäckan blir uppäten (i regel oavsiktligt).

## Galleri

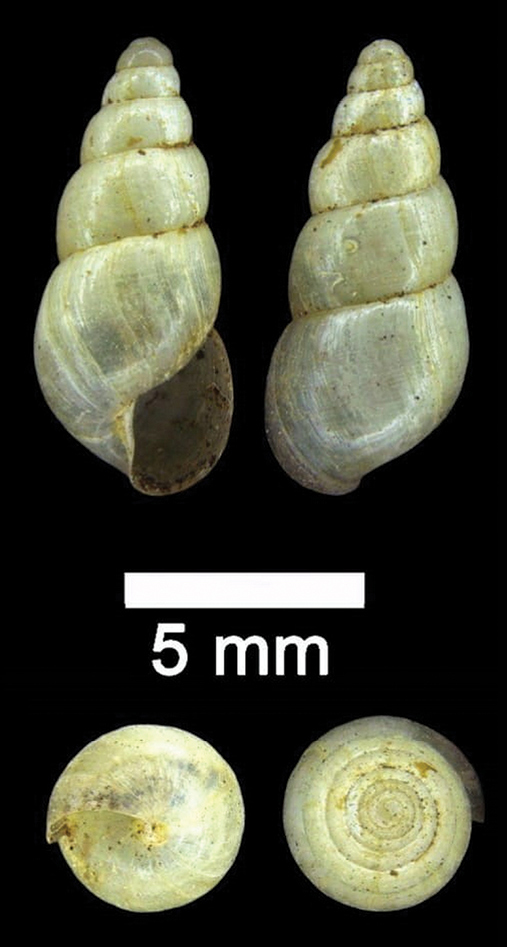
Skalet från olika vinklar.
- Video.
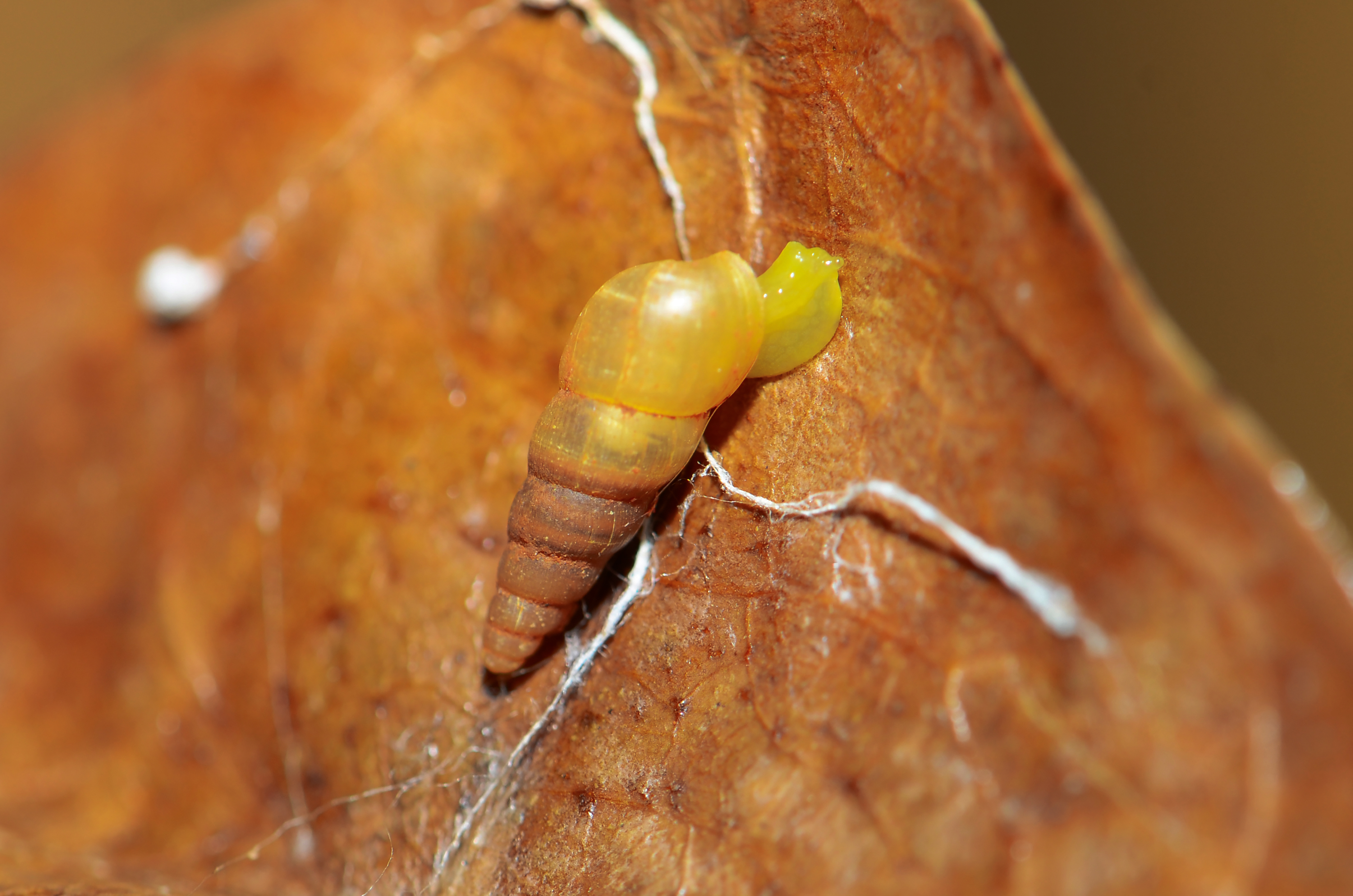
På ett löv.